# مسلم موسى
مسلم موسى (15 يناير 1997 بولاية ننكرهار في أفغانستان - ) هو لاعب كريكت أفغاني.

## وصلات خارجية
- مسلم موسى على موقع إي آس بي آن كريك إنفو (الإنجليزية)